# 何永康
何永康（1943年11月—），男，汉族，四川成都人，中华人民共和国政治人物，曾任贵州省商务厅厅长、党组书记，中共黔南州委书记，贵州省政协副主席。中共十六大代表。